# Paweł Sulmicki
Paweł Sulmicki vel Paweł Szynkaruk (ur. 4 czerwca 1909 w Sulmicach, gm. Skierbieszów, zm. 16 sierpnia 1980 w Sulmicach) – porucznik saperów Wojska Polskiego II Rzeczypospolitej, inżynier i ekonomista.

## Życiorys
Po zdaniu matury w 1927 rozpoczął studia na Wydziale Prawa Uniwersytetu Warszawskiego. Po roku przerwał studia ze względu na brak środków. Wstąpił do Szkoły Podchorążych Piechoty skąd po rocznej nauce został przeniesiony do Szkoły Podchorążych Inżynierii w Warszawie. Szkołę ukończył z pierwszą lokatą w 1932.
W latach 1932–1938 służył w 1 batalionie saperów Legionów i Centrum Wyszkolenia Saperów w twierdzy modlińskiej. W 1938 rozpoczął studia w Wyższej Szkole Wojennej w Warszawie (XIX promocja).
Brał udział w kampanii wrześniowej i kampanii francuskiej w 1940. W maju 1940 pełnił służbę w 1 Modlińskim batalionie saperów na stanowisku dowódcy plutonu. Został internowany w Szwajcarii. Skorzystał z możliwości bezpłatnego studiowania na uniwersytetach szwajcarskich. Po ukończeniu studiów ekonomicznych uzyskał doktorat. W listopadzie 1945 wrócił do Polski.
W latach 1945–1948 pracował w Centralnym Urzędzie Planowania na stanowisku zastępcy dyrektora departamentu. W latach 1948–1950 w Narodowym Banku Polskim jako kierownik działu. Jednocześnie w latach 1947–1949 wykładał ekonomię polityczną na UAM.
W 1950 w czasie czystek stalinowskich został zwolniony z pracy. Przez kilkanaście miesięcy pracował jako palacz w kotłowni. Dostał zakaz nauczania oraz nie uznano uzyskanego w Szwajcarii stopnia naukowego doktora. Znalazł zatrudnienie w Związku Spółdzielni Spożywców „Społem”. 23 maja 1955 został odznaczony "Medalem 10-lecia Polski Ludowej". Przez sześć lat pracował jako kreślarz i księgowy.
W 1956 rozpoczął pracę w Komisji Planowania (PKPG) na stanowisku radcy. W 1957 przeniósł się do Narodowego Banku Polskiego, gdzie pełnił funkcję dyrektora biura ekonomicznego. Pracę nauczyciela akademickiego wznowił w 1957. Tytuł doktora nauk ekonomicznych uzyskał po raz drugi w roku 1959. W 1961 uzyskał habilitację. Wykładał w SGPiS, na Uniwersytecie Warszawskim oraz na uniwersytetach zagranicznych. Nie wstąpił do PZPR ani do żadnej innej organizacji politycznej.
Zmarł nagle na zawał serca. Został pochowany na cmentarzu przy kościele parafialnym w Kalinówce (gm. Skierbieszów).
W 1996 Senat Szkoły Głównej Handlowej nadał imię Sulmickiego jednej z sal w Gmachu Głównym uczelni. Imię profesora nosi też gmach Collegium Novum Wyższej Szkoły Zarządzania i Administracji w Zamościu.
Jego bratanek, Jan Sulmicki, w 2006 był kandydatem prezydenta Lecha Kaczyńskiego na prezesa NBP, jednak sam kandydat wycofał swoją kandydaturę z powodów rodzinnych.

## Awanse
- podporucznik – 7 sierpnia 1932 ze starszeństwem z dniem 15 sierpnia 1931 i 1. lokatą w korpusie oficerów inżynierii i saperów[7]
- porucznik – 1 marca 1935 ze starszeństwem z dniem 1 stycznia 1935 i 10. lokatą w korpusie oficerów inżynierii i saperów[8] (w marcu 1939 zajmował 8. lokatę w korpusie oficerów saperów, grupa liniowa[9])

## Odznaczenia
- Srebrny Krzyż Zasługi[9]
- Medal 10-lecia PRL